# Хернгирсдорф
Хернгирсдорф (њем. Herrngiersdorf) општина је у њемачкој савезној држави Баварска. Једно је од 24 општинска средишта округа Келхајм. Према процјени из 2010. у општини је живјело 1.200 становника. Посједује регионалну шифру (AGS) 9273127.

## Географски и демографски подаци
Хернгирсдорф се налази у савезној држави Баварска у округу Келхајм. Општина се налази на надморској висини од 405 метара. Површина општине износи 25,1 km². У самом мјесту је, према процјени из 2010. године, живјело 1.200 становника. Просјечна густина становништва износи 48 становника/km².